# Refugiehuis

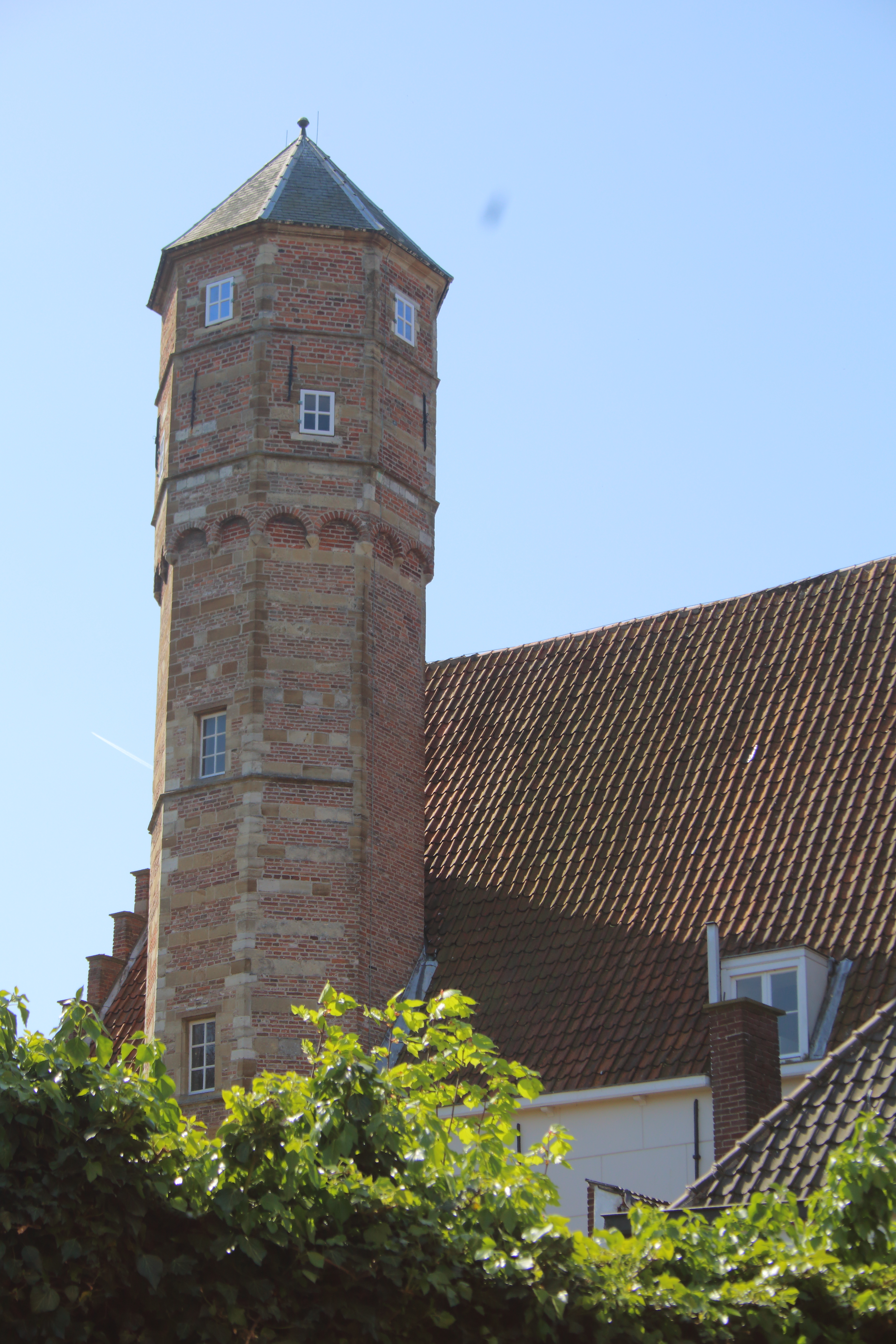
Het refugium Ten Duinen in Hulst

Een refugiehuis, refugehuis, ook refugie of refugium genoemd, was voor de bewoners van abdijen en kloosters een toevluchtshuis waar ze terecht konden in perioden waarin zij zich, door oorlog of andere onrust, niet veilig voelden in hun dikwijls afgelegen hoofdverblijf. Het was vaak een versterkt stenen huis binnen de stadsmuur. Niet alleen de kloosterlingen konden een veilig heenkomen in een refugie vinden; ook kostbaarheden en relieken uit de kloosters werden erheen gebracht in tijden van onrust. 
Als een klooster ergens gedwongen werd te sluiten, zoals in de Republiek der Zeven Verenigde Nederlanden gedurende de Reformatie, vestigden de religieuzen zich soms in een naburig gebied waar het kloosterverbod niet gold, met de intentie om te zijner tijd terug te keren. Ook dit werd een refugie genoemd. Een voorbeeld hiervan is het klooster van de Birgittinessen te Uden, dat Maria Refugie wordt genoemd en dat nog steeds bestaat. Dit klooster was gelegen in het land van Ravenstein waar katholiek kloosterleven was toegestaan.
Verschillende refugiehuizen zoals dat van de abdij Affligem in Antwerpen werden ook gebruikt als pastorie om er de plaatselijke pastoor van de Sint-Walburgiskerk te huisvesten.
Een groot aantal refugiehuizen is behouden gebleven:
- het refugiehuis van het klooster Ter Hunnepe in Deventer
- het refugie van de abdij van Marienweerd in Culemborg
- het refugiehuis ('s-Hertogenbosch)
- in Hulst het refugium Ten Duinen, het refugiehuis Baudeloo en het refugiehuis van Cambron
- in Maastricht de refugie van Hocht en de refugie van Herckenrode
- in Hasselt het refugiehuis van de abdij van Herkenrode
- in Bree het refugiehuis van de Abdij van Postel
- in Diest het Spijker, het refugehuis van Averbode, het Refugiehuis van de Oratorianen van Scherpenheuvel, het Refugiehuis van de abdij van Rothem, het Refugiehuis van de Teutoonse Orde en het Refugiehuis De Witte Engel
- in Leuven het refugiehuis van de Abdij van Villers
- in Mechelen de refugie van Tongerlo, de refugie van Sint-Truiden en de refugie van Villers
- in Thuin het refugiehuis van de abdij van Lobbes en de abdij van Aulne
- aan de stadswallen van Binche de resten van het refugiehuis van de abdij van Bonne-Espérance
- in Sint-Truiden het refugiehuis van de abdij van Averbode en de abdij van Herkenrode
- in Lier de refugie Sint-Merten tot Loven, het refugiehuis Sint-Bernardus en het refugiehuis van de abdij van Nazareth
- in Bergen de refugiehuizen van Cambron, Ghislenghien, Bélian, Liessies, Bonne-Espérance en Aulne.

## Afbeeldingen

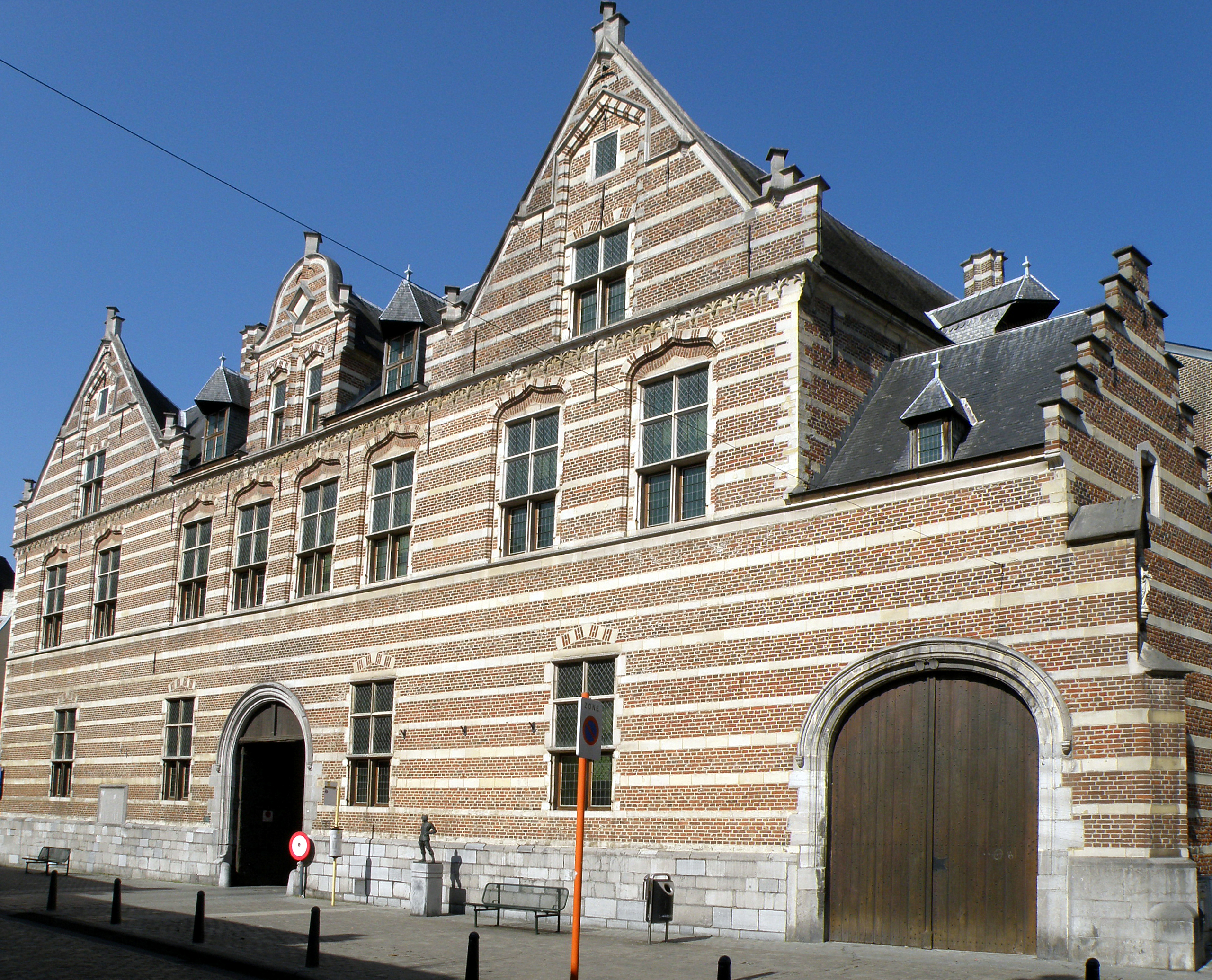
Refugiehuis van de abdij van Herkenrode in Hasselt
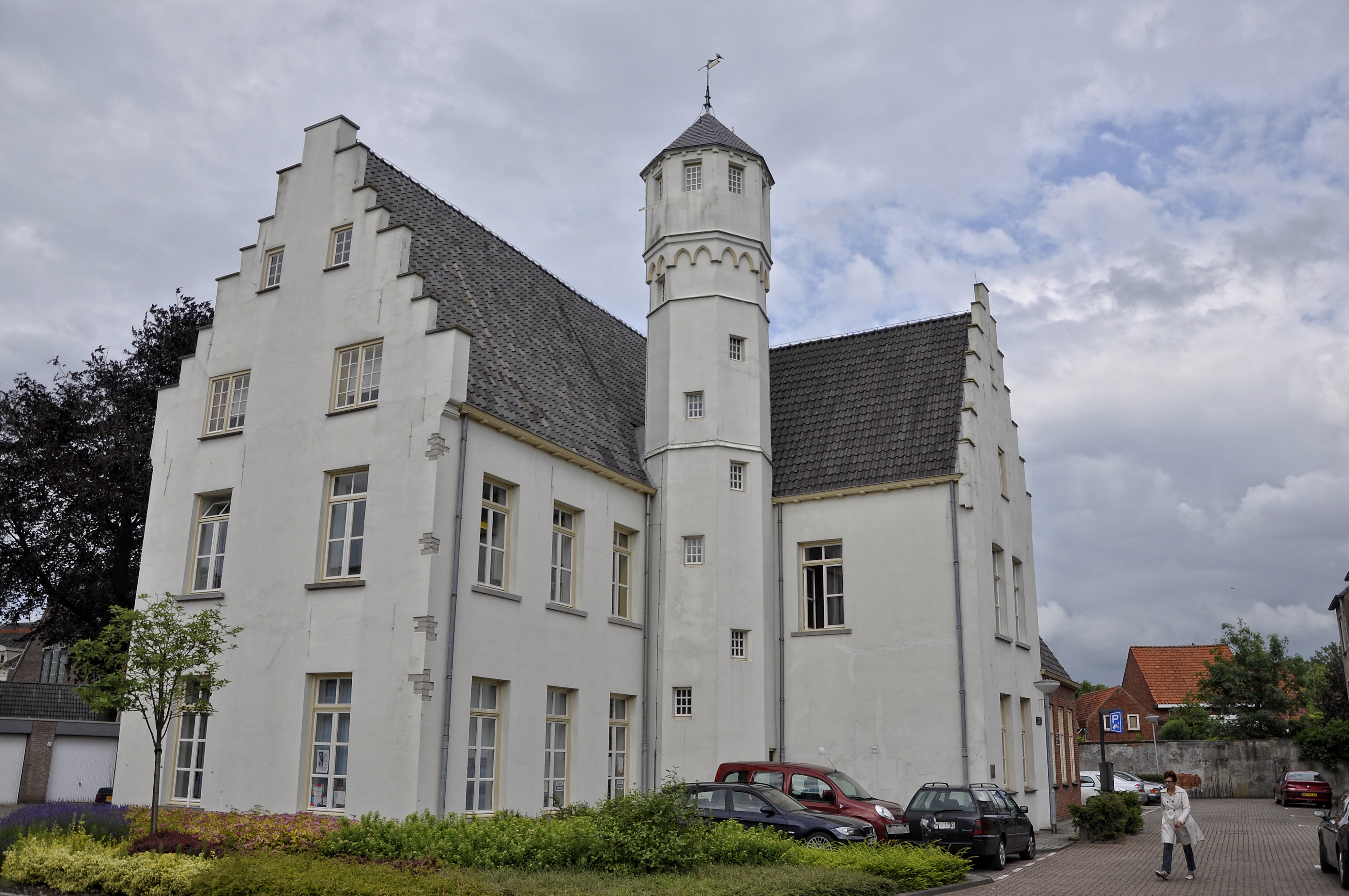
Refugiehuis Baudeloo in Hulst
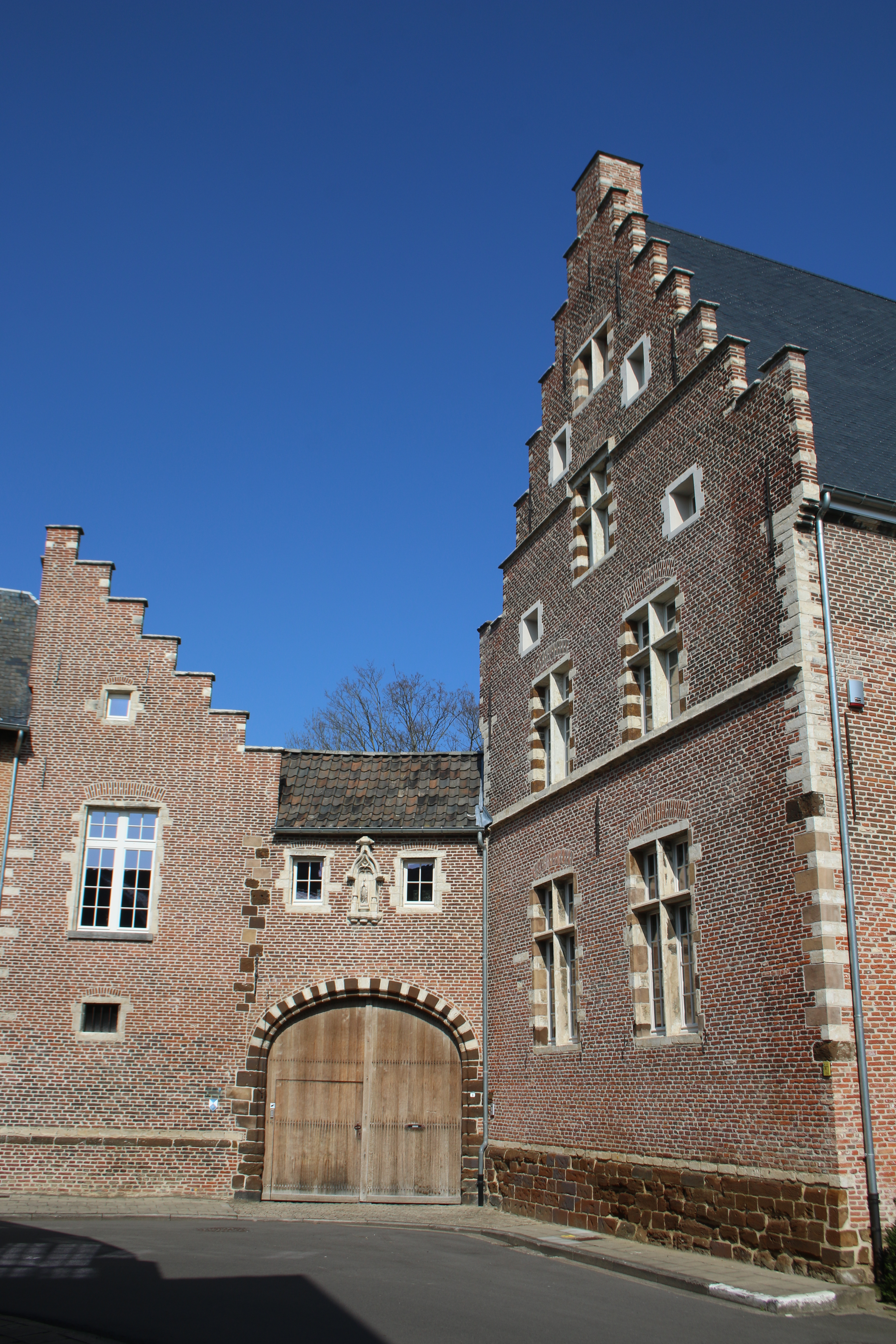
Refugehuis van Averbode in Diest
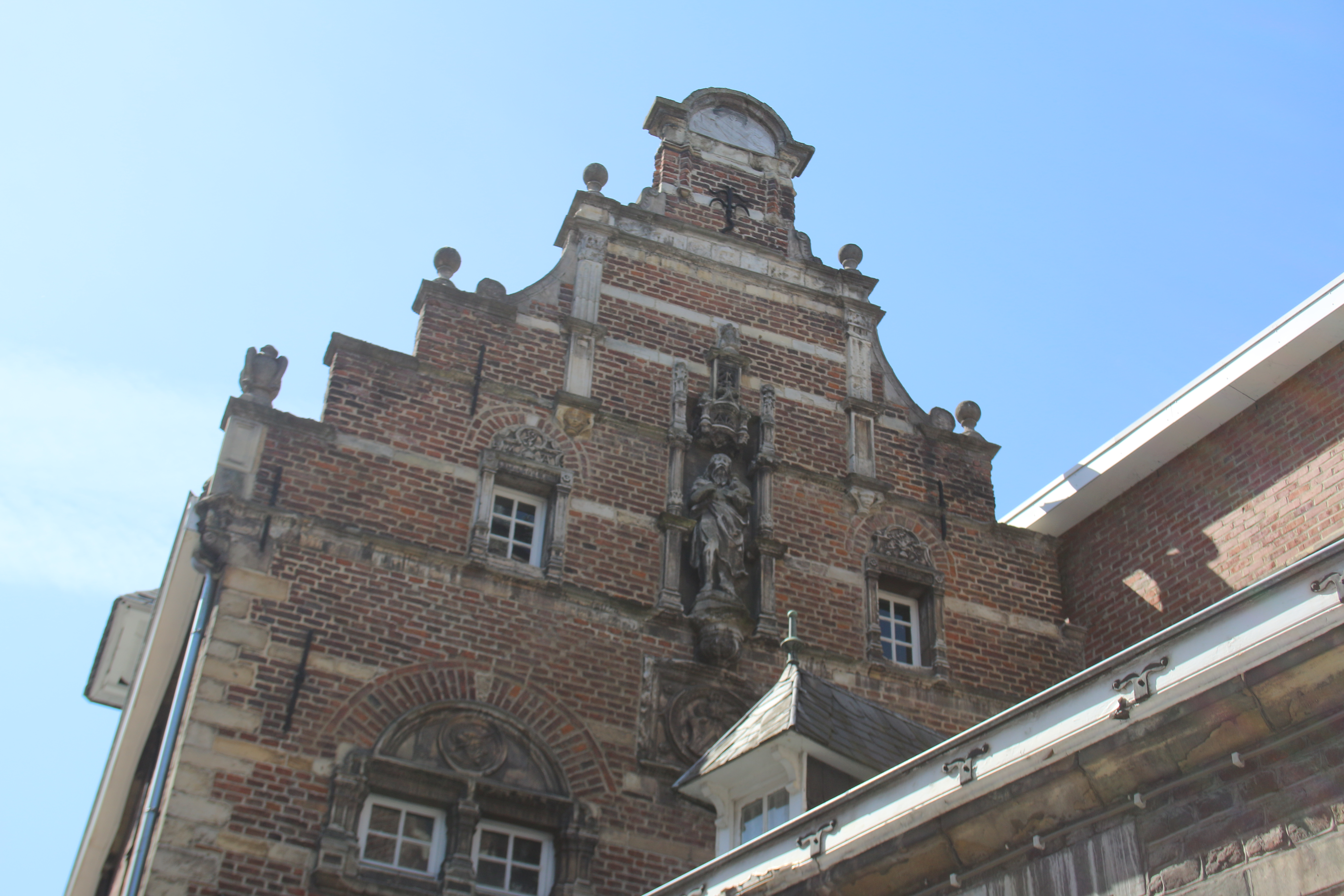
Refugium van Averbode in Sint-Truiden
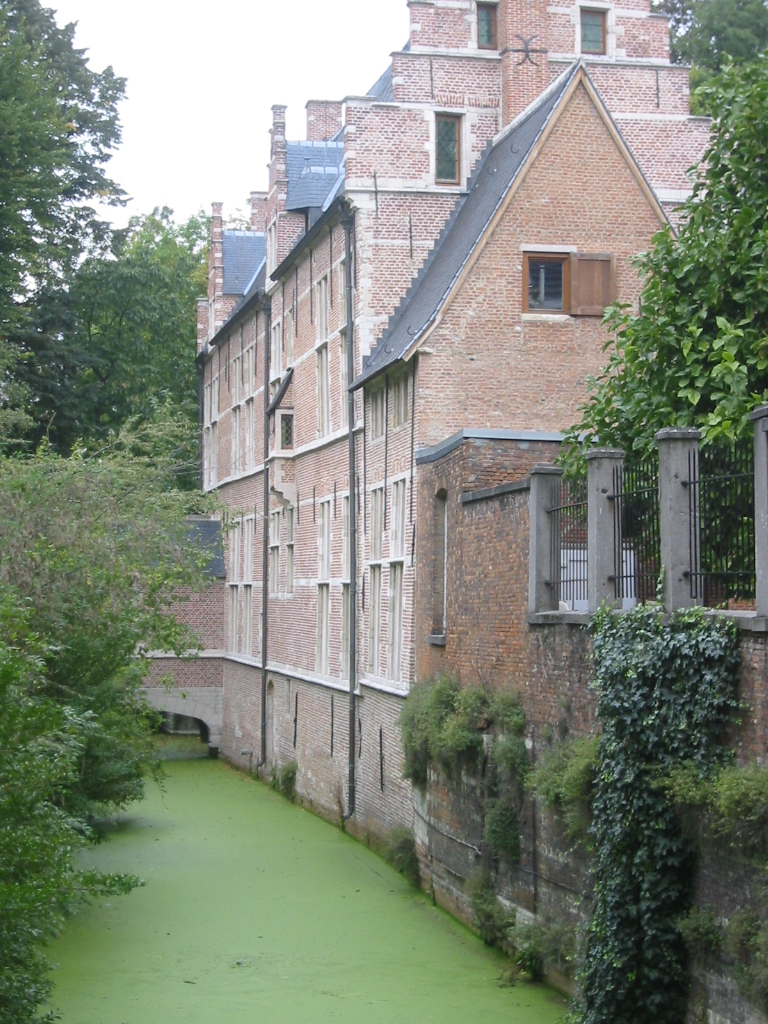
Refugie van Sint-Truiden in Mechelen
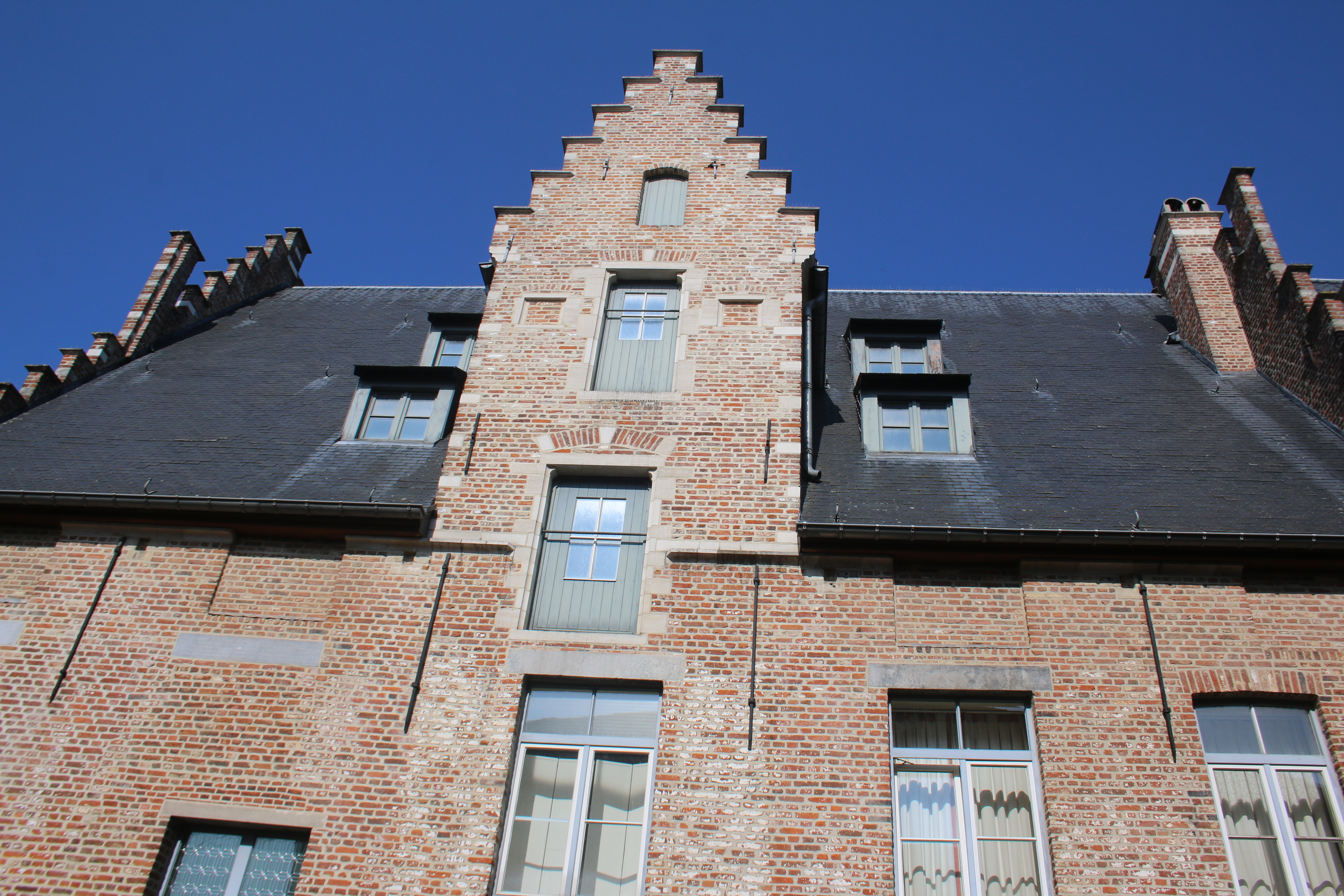
Refuge van Tongerlo in Diest
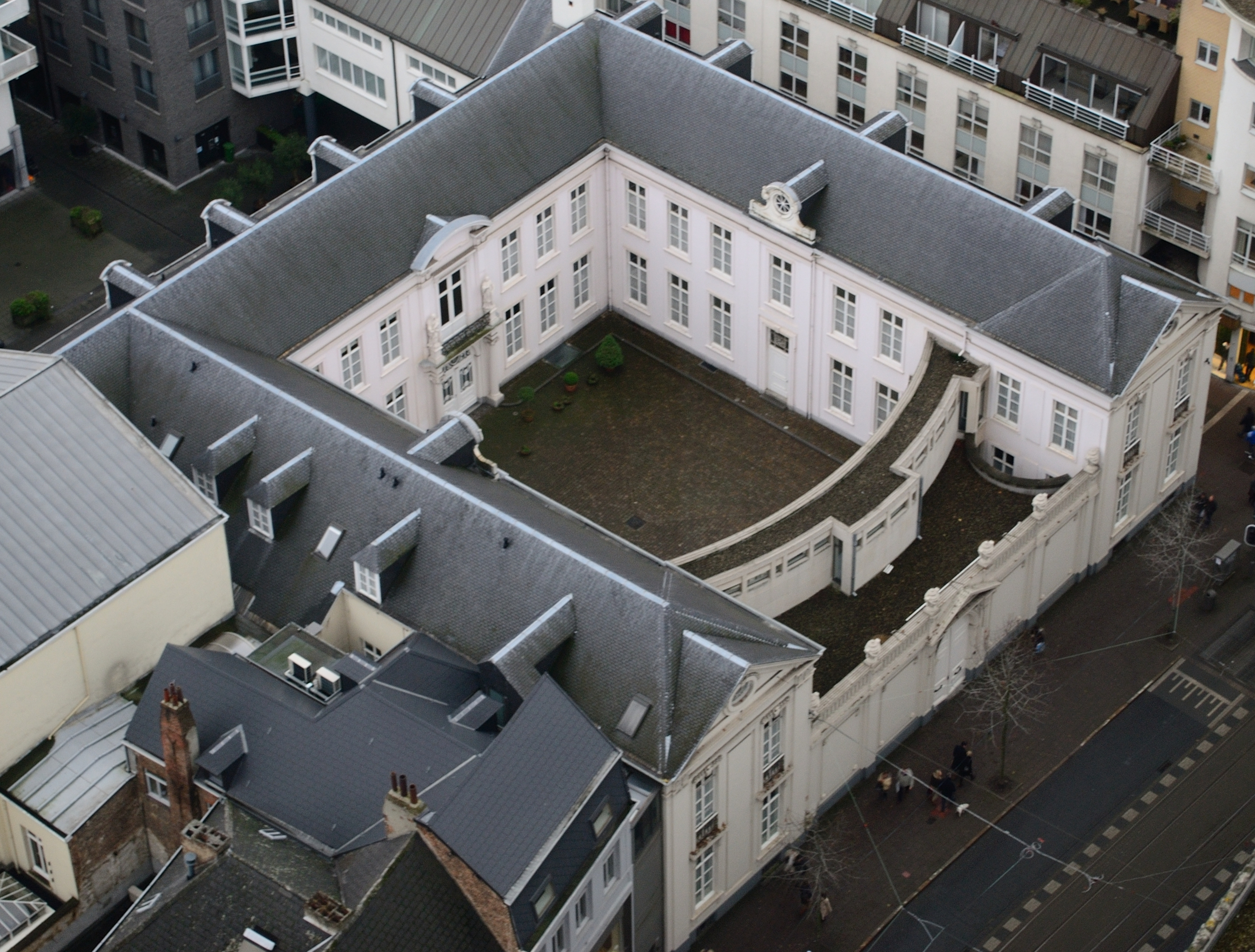
Refugie van Sint-Bernards in Antwerpen, huidig bisschoppelijk paleis